# 博克特區

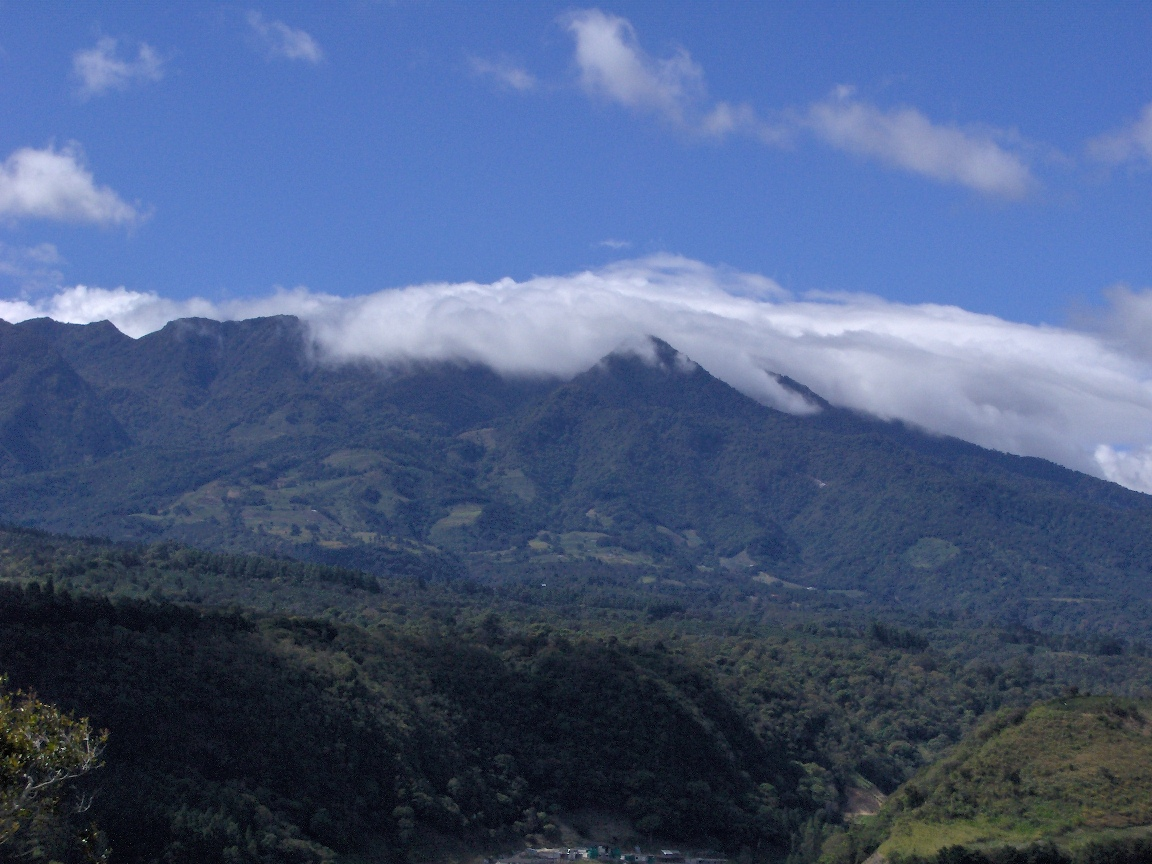

8°30′0″N 82°33′36″W / 8.50000°N 82.56000°W
博克特區（西班牙語：Distrito de Boquete），是巴拿馬的一個行政區，位於該國西部，由奇里基省負責管轄，始建於1911年4月11日，面積488.4平方公里，2010年人口21,370，人口密度每平方公里43.76人。